# Ocotea tessmannii
Ocotea tessmannii är en lagerväxtart som beskrevs av Oswald Schmidt. Ocotea tessmannii ingår i släktet Ocotea och familjen lagerväxter. Inga underarter finns listade i Catalogue of Life.